# Wu Shuang Pu

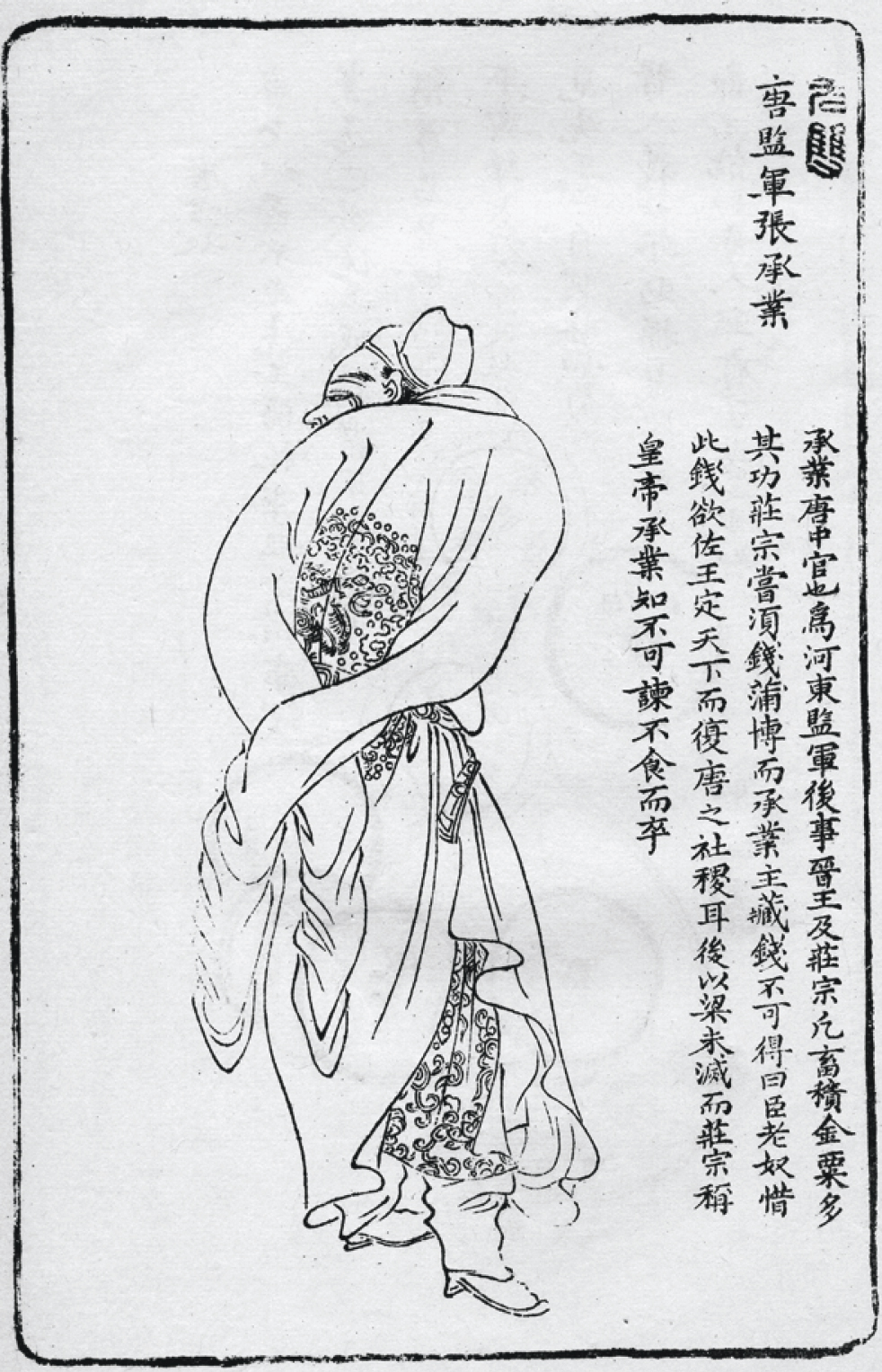
Zhang Chengye como en el Wu Shuang Pu (無雙譜, Tabla de los héroes incomparable) de Jin Guliang

Wu Shuang Pu (en chino: 無雙譜; lit. Tabla de los héroes inigualables) es un libro de impresiones xilográficas del 1694 del pintor Jin Shi (金史), conocido como Jin Guliang (金古良). Este libro contiene las biografías y retratos imaginarios de 40 personajes chinos importantes desde la dinastía Han a la dinastía Song, acompañados por una breve introducción y guiados por un poema relacionado en estilo yuefu. Las ilustraciones del libro fueron ampliamente distribuidas y reusadas, a menudo como motivos en porcelanas chinas.
Jin Guliang (c. 1625-1695; pinyin: Jīn Gǔ Liáng), nació durante el reinado del emperador Tianqi en Shanyin (posteriormente rebautizada como Shaoxing, provincia China de Zhejiang) y murió durante el periodo Kangxi a la edad de 70 años aproximadamente. Jin Guliang se inspiró en el pintor Chen Hongshou (陳洪綬; 1599-1652), y seguía los ejemplos de Cui Zizhong (崔子忠), quien dio inicio al primer gran reavivamiento de la pintura figurativa desde la dinastía Song. Jin Guliang compiló el libro junto con el tallador de madera Zhu Gui (朱圭). Jin Guliang dice en su libro que estos héroes no tienen igual, Wu (sin) Shuang (igual) Pu (libro), estos héroes son inigualables.
El libro original tiene un sello en el que se lee 'Nanling', de ahí que el libro sea llamado también Nanling Wu Shuang Pu. Una segunda edición de este libro, de 1699, se encuentra en el Museo Nacional de China. En enero de 2006, un original pintado a mano del Wu Shuang Pu se vendió en la casa de subastas Chongyuan de Shanghái por 2,86 millones de CNY, unos 375.000 euros.
El erudito y filólogo Mao Qiling (毛奇齡, 1623-1716) elogió el libro, considerando que su prosa hacía parte de un tríptico junto con los poemas y grabados.
| n.º | Nombre | Traducción                                                                                               |
| --- | ------ | --- |
| 1   | 张良   | Zhang Liang (c.250-189 a. C.) (Zhang Zifang 张子房, Liu Hou 留侯)                                        |
| 2   | 项羽   | Xiang Yu (232-202 a. C.) (Xichu Bawang 西楚霸王)                                                         |
| 3   | 伏生   | Fue Sheng (c.268-178 a. C.)                                                                              |
| 4   | 东方朔 | Dongfang Shuo (154-93 a. C.) (Dong Fang Man Qian 东方曼倩)                                               |
| 5   | 张骞   | Zhang Qian (164-114 a. C.)                                                                               |
| 6   | 苏武   | Su Wu (140-60 a. C.) (Su Si Qing 苏子卿)                                                                 |
| 7   | 司马迁 | Sima Qian (c.145-86 a. C.) (Long Men Se 龙门司, Pero Qian Se 马迁司, Pero Zi Chang 马子长)               |
| 8   | 董贤   | Dong Xian (23-1 a. C.)                                                                                   |
| 9   | 严子陵 | Yan Zi Ling (c. 0-75) (Yan Xiansheng 严先生, Yan Guang 嚴光)                                             |
| 10  | 曹娥   | Cao E (c.130-143) (Cao Xiaonü 曹孝女)                                                                    |
| 11  | 班超   | Ban Chao (32-102) (Ding Yuan Hou 定远侯)                                                                 |
| 12  | 班昭   | Ban Zhao (45-116) (Ban Huiban 班惠班, Cao Daijia 曹大家)                                                 |
| 13  | 赵娥   | Zhao E (c.150-250) (Zhao E Qin 趙娥親)                                                                   |
| 14  | 孙策   | Sun Ce (175-200) (Jiang Dong Sun Lang 江东孙郎)                                                          |
| 15  | 诸葛亮 | Zhuge Liang (181-234) (Tienen Cheng Qiang 汉承相)                                                        |
| 16  | 焦孝然 | Jiao Xiao Ran (c. 481-221 a. C.) (Yin Shi 隐士)                                                          |
| 17  | 刘谌   | Liu Chen (c.220-263) (Beidi Wang, Prince of Beidi 北地王)                                                |
| 18  | 羊祜   | Yang Hu (221-278) (Yang Shu Zi 羊叔子)                                                                   |
| 19  | 周处   | Zhou Chu (236-297)                                                                                       |
| 20  | 绿珠   | Lüzhu (c.250-300)                                                                                        |
| 21  | 陶渊明 | Tao Yuanming (365-427)                                                                                   |
| 22  | 王猛   | Wang Meng (325-375) (Wang Jing Lue 王景略)                                                               |
| 23  | 謝安   | Xie An (320-385) (Xie Gong 谢公, Jin Tai Fue 晋太傅) (Xie Anshi 謝安石)                                  |
| 24  | 苏蕙   | Sobre Hui (351-381) (Sobre Ruo Lan 苏若兰)                                                               |
| 25  | 花木兰 | Hua Mulan (c.400-500)                                                                                    |
| 26  | 冼夫人 | Xian Fue Ren (c.512-602) (Lady Xian) (Qiaoguo Fue Ren 谯国夫人)                                          |
| 27  | 武则天 | Wu Zetian (624-705) (Wu Zhao 武曌)                                                                       |
| 28  | 狄仁杰 | De Renjie (Liang Gong 梁公) (630#-700)                                                                   |
| 29  | 安金藏 | An Jincang (c.600-800) (de los guo gong las gong an 代国公乐工安金藏)                                    |
| 30  | 郭子仪 | Guo Ziyi (697-781) (Shangfu Guo/changfu Guo, fen yang wang 尚父郭汾阳王)                                 |
| 31  | 李白   | Li Bai (701-762) (Li Tai Bai, Los po, Li Tai Po, Los Qing Lian, (Hao) Qinglian Jushi)                    |
| 32  | 李泌   | Li Bi (722-789) (Liye Hou 李邺侯)                                                                        |
| 33  | 张承业 | Zhang Chengye (846-922) (Tang Jian Jun 唐建军)                                                           |
| 34  | 冯道   | Feng Dao (882-954) (chang yue lao 长乐老)                                                                |
| 35  | 陳摶   | Chen Tuan (871-989) (Chen Chuan 陈抟, Chen Tunan, Xian Cheng (华山陈图南先生 hua shan chen tú nan xian)) |
| 36  | 钱镠   | Qian Liu (852-932) (Qian X), (吴越钱武肃王 wu yue qian wu sobre wang)                                    |
| 37  | 安民   | An Min (c.1050-1125)                                                                                     |
| 38  | 陈东   | Chen Dong (1086-1127) (Tai Xue Lu 太学绿)                                                                |
| 39  | 岳飞   | Yue Fei (1103-1142) (Yue Y Wang 岳鄂王)                                                                  |
| 40  | 文天祥 | Wen Tianxiang (1236-1283) (Wen Chengxiang 丞相)                                                          |

## Republicaciones seleccionadas (china)
- Jin, Guliang (1996). Wu shuang pu. Shijiazhuang, China: Hebei editorial de los pueblos. ISBN 7531008157.
- Jin, Guliang (2013). Wu shuang pu. Hefei, China: Anhui editorial de los pueblos. ISBN 7212060542.

## Republicaciones seleccionadas (inglés)
- Jacobs, Arno (2021). The Beauty of Chinese Porcelain, Symbolism and WuShuangPu. ISBN 9798716899834.